# Finally Enough Love: 50 Number Ones
Finally Enough Love: 50 Number Ones è una compilation della cantante statunitense Madonna, pubblicata il 24 giugno 2022.
L'album è inizialmente uscito solo in streaming nella versione originale contenente 16 tracce. Il successivo 19 agosto è uscito su CD e LP sia nella prima versione, sia nella versione estesa con 50 canzoni, quest'ultima pubblicata anche in digitale a partire dallo stesso giorno.
L'album celebra il record ottenuto dalla cantante di cinquanta singoli numeri uno nella classifica Billboard Dance Club Songs negli Stati Uniti, il maggior numero uno di qualsiasi artista in qualsiasi singola classifica di Billboard. Il titolo della compilation deriva da una frase del testo della sua cinquantesima numero uno, I Don't Search I Find. L'album segna anche la prima uscita di una campagna di ristampa pluriennale con la Warner, per commemorare il quarantesimo anniversario della carriera discografica di Madonna.
L'album ha raggiunto la vetta delle classifiche degli album in Australia, Belgio, Portogallo, Svizzera romanda (Romandia), Paesi Bassi e Croazia, ed è entrato nella top five in paesi quali Francia, Germania, Ungheria, Italia, Irlanda, Spagna, Svizzera e Regno Unito. L'album ha debuttato al numero otto della Billboard 200 degli Stati Uniti, rendendo Madonna la prima artista donna negli Stati Uniti ad avere un album nella top ten negli ultimi cinque decenni consecutivi (anni '80 -'20). Madonna è diventata anche la prima donna ad avere un album numero uno in Australia in cinque decenni diversi.

## Descrizione
Nella pubblicazione del 22 febbraio 2020, Madonna posiziona il suo cinquantesimo singolo in vetta alla classifica dance di Billboard, I Don't Search I Find, ultimo estratto dell'album Madame X, diventando così l'artista con il maggior numero di singoli alla prima posizione di una qualsiasi classifica musicale, nonché quella a distribuirli nel maggior numero di decadi differenti (dagli anni ottanta agli anni duemilaventi).
In concomitanza con il suo compleanno, nell'agosto del 2021 la cantante annuncia il suo ritorno alla Warner, dopo dieci anni passati alla Interscope Records, partnership che garantirà all'etichetta di ristampare l'intero catalogo discografico dell'artista, in occasione del quarantennale di carriera.
Il 4 maggio 2022 viene annunciata l'uscita di una raccolta dal titolo Finally Enough Love: 50 Number Ones, contenente tutte le numero uno dance in versione remix (fatta eccezione per Causing a Commotion, Lucky Star e Angel).
L'album contiene anche cinque remix mai pubblicati in precedenza: Keep It Together, American Life, Nothing Fails, Turn Up the Radio, e Living for Love ad opera di Shep Pettibone, Felix da Housecat, Tracy Young, e Offer Nissim. L'album è stato curato da Madonna in persona, e tutte le tracce sono state rimasterizzate da Mike Dean.

## Pubblicazione e promozione
L'album è stato pubblicato in due formati: una versione di sedici tracce, pubblicata in digitale con il titolo Finally enough love il 24 giugno 2022, ed una versione di cinquanta tracce dal titolo Finally Enough Love: 50 Number Ones, pubblicata il 19 agosto 2022. Entrambe le versioni sono state pubblicate, oltre che in digitale, anche in CD e vinile.
Into the Groove (You Can Dance Remix Edit) è stato pubblicato in digitale il 4 maggio 2022, in concomitanza dell'annuncio dell'uscita dell'album. Il remix ha raggiunto la posizione 14 della classifica Billboard Dance/Electronic Digital Song Sales nella settimana del 21 maggio 2022 Altri quattro singoli digitali sono stati pubblicati per supportare l'uscita della raccolta: Deeper and Deeper (David's Radio Edit), Ray of Light (Sasha Ultra Violet Mix Edit), Holiday (7" Version), e Impressive Instant (Peter Rauhofer's Universal Radio Mixshow Mix), accompagnati dai relativi lyric videos sul canale ufficiale YouTube della cantante.
Il 23 giugno 2022, nell'ambito del New York City Pride, Madonna si è esibita nello show dal titolo WoW, Finally Enough Love, dove si è esibita con alcune delle drag queen provenienti dal programma televisivo RuPaul's Drag Race come Bob the Drag Queen, Violet Chachki, Laganja Estranja e Pixie Aventura, che si sono esibite interpretando Vogue e Justify My Love. La stessa Madonna ha cantato Hung Up, Material Gworrllllllll! e Celebration.
Il 10 agosto 2022 Madonna è apparsa al The Tonight Show di Jimmy Fallon dove si è esibita col brano Music nel segmento Classroom Instruments. Nello stesso giorno l'uscita dell'album viene celebrata con un roller disco party, una festa sui pattini a rotelle, al DiscOasis nel Central Park di New York.
Il 23 giugno 2023 viene pubblicata una ristampa in 6 LP dal titolo Finally Enough Love: The Rainbow Edition in vinile colorato che riproduce i colori della Bandiera arcobaleno, in occasione del mese del Pride e in concomitanza del lancio del The Celebration Tour.

## Accoglienza
Stephen Thomas Erlewine di All Music ha affermato che l'album mette l'abilità artistica di Madonna in primo piano, in quanto mostra una musicista che si impegna continuamente con mode, tendenze e innovazioni, mettendo in risalto la cantante più come artista dance che come pop star.
Sebas E. Alonso di Jenesaispop ha elogiato il lavoro di remastering di Mike Dean delle vecchie canzoni di Madonna che le fa suonare così attuali. Ha dichiarato inoltre che pochi artisti potrebbero pubblicare una compilation di remix così ricca come questa.
Katie Bain di Billboard ha scritto che l'album ha ulteriormente cementato la posizione di Madonna come icona ed innovatrice, e dimostra non solo l'evoluzione del suo catalogo musicale, ma l'evoluzione stessa della musica dance nel corso degli ultimi quarant'anni.
Bartek Chaciński di Polityka ha affermato che l'album spiega bene il fenomeno dell'artista, che ha mosso i primi passi durante il pieno declino della disco music, e successivamente le sue canzoni hanno contribuito al dominio dell'house sulle piste da ballo e alla follia intorno all'EDM.
Sassan Niasseri di Rolling Stone Germany ha definito l'album una dichiarazione piuttosto fiduciosa che testimonia l'evoluzione ed il cambiamento dei gusti del pubblico nei confronti della musica dance nell'arco di quattro decenni.
Secondo Cat Woods di Shondaland, l'album evidenzia e valorizza l'innegabile influenza di Madonna sulla musica pop ed il suo talento per fiutare e catturare lo zeitgeist pop del momento per renderlo mainstream.
Joey DiGuglielmo del Washington Blade in una recensione pur positiva ritiene che la raccolta, seppure ricca, non testimoni abbastanza compiutamente la vastità dei remix realizzati per Madonna in quarant'anni, e che avrebbe meritato altri volumi.
George Varga del San Diego Union-Tribune ha concluso che il risultato dell'album è un miscuglio irregolare che vede Madonna effettuare un disservizio ai suoi fan e alla sua eredità.
Sean Maunier di Metro Weekly ha dato una recensione generalmente positiva all'album definendolo una compilation eclettica, ma sia la portata che la selezione dei remix che ha presentato lo hanno fatto sembrare un po' anemico rispetto al volume enorme di remix che avrebbero potuto essere scelti.
Il 28 agosto 2022 la redazione culturale del quotidiano svedese Dagens Nyheter ha scelto l'album come uno dei cinque eventi culturali preferiti della settimana.
Tamara Palmer di Grammy.com ha elogiato Madonna come una di quelle artiste che hanno saputo rivitalizzare l'arte del remix nel 2022, e che ha saputo riportare un album di remix ad alto budget sotto i riflettori della musica mainstream.
Il quotidiano turco Hürriyet ha definito Madonna una delle più importanti rappresentanti della disco culture degli anni '80 e le ha attribuito il merito di essere stata parte dell'ascesa di quel genere musicale durante gli ultimi quattro decenni.
Helen Brown del Financial Times riconosce la longevità di Madonna con l'uscita di questo album e cita le parole di John Earls della rivista Classic Pop: Dopo aver evitato per tanti anni il lucrativo mercato della nostalgia, generalmente inteso come segno della mortalità nella musica pop, anche Madonna ha ceduto all'effetto nostalgia pubblicando questa compilation.

## Tracce
1. Everybody (You Can Dance Remix Edit) – 4:35
2. Into the Groove (You Can Dance Remix Edit) – 4:45
3. Like a Prayer (7" Remix Edit) – 5:43
4. Express Yourself (Remix Edit) – 5:00
5. Vogue (Single Version) – 4:21
6. Deeper and Deeper (David's Radio Edit) – 4:03
7. Secret (Junior's Luscious Single Mix) – 4:16
8. Frozen (Extended Club Mix Edit) – 4:37
9. Music (Deep Dish Dot Com Radio Edit) – 4:12
10. Hollywood (Calderone & Quayle Edit) – 4:00
11. Hung Up (SDP Extended Vocal Edit) – 4:57
12. Give It 2 Me (Eddie Amador Club 5 Edit) – 4:56
13. Girl Gone Wild (Avicii's UMF Mix) – 5:15
14. Living for Love (Offer Nissim Promo Mix) – 5:53
15. Medellín (Offer Nissim Madame X in The Sphinx Mix) – 5:29
16. I Don't Search I Find (Honey Dijon Radio Mix) – 5:23

### Finally Enough Love: 50 Number Ones
1. Holiday (7" Version) – 4:18
2. Like a Virgin (7" Version) – 3:36
3. Material Girl (7" Version) – 3:58
4. Into the Groove (You Can Dance Remix Edit) – 4:44
5. Open Your Heart (Video Version) – 4:26
6. Physical Attraction (You Can Dance Remix Edit) – 3:52
7. Everybody (You Can Dance Remix Edit) – 4:34
8. Like a Prayer (7" Remix / Edit) – 5:42
9. Express Yourself (Remix / Edit) – 4:59
10. Keep It Together (Alternate Single Remix) – 4:51
11. Vogue (Single Version) – 4:20
12. Justify My Love (Orbit Edit) – 4:31
13. Erotica (Underground Club Mix) – 4:52
14. Deeper and Deeper (David's Radio Edit) – 4:02
15. Fever (Radio Edit) – 5:07
16. Secret (Junior's Luscious Single Mix) – 4:15
17. Bedtime Story (Junior's Single Mix) – 4:52
18. Don't Cry for Me Argentina (Miami Mix Edit) – 4:28
19. Frozen (Extended Club Mix Edit) – 4:36
20. Ray of Light (Sasha Ultra Violet Mix Edit) – 5:06
21. Nothing Really Matters (Club 69 Radio Mix) – 3:43
22. Beautiful Stranger (Calderone Radio Mix) – 4:02
23. American Pie (Richard "Humpty" Vission Radio Mix) – 4:25
24. Music (Deep Dish Dot Com Radio Edit) – 4:11
25. Don't Tell Me (Thunderpuss Video Remix) – 4:08
26. What It Feels Like for a Girl (Above and Beyond Radio Edit) – 3:42
27. Impressive Instant (Peter Rauhofer's Universal Radio Mixshow Mix) – 5:30
28. Die Another Day (Deepsky Radio Edit) – 4:06
29. American Life (Felix da Housecat's Devin Dazzle Edit) – 3:21
30. Hollywood (Calderone & Quayle Edit) – 3:59
31. Me Against the Music (Peter Rauhofer Radio Mix; Britney Spears featuring Madonna) – 3:42
32. Nothing Fails (Tracy Young's Underground Radio Edit) – 4:30
33. Love Profusion (Ralphi Rosario House Vocal Edit) – 3:55
34. Hung Up (SDP Extended Vocal Edit) – 4:56
35. Sorry (PSB Maxi Mix Edit) – 4:31
36. Get Together (Jacques Lu Cont Vocal Edit) – 4:22
37. Jump (Axwell Remix Edit) – 4:44
38. 4 Minutes (feat. Justin Timberlake and Timbaland) (Bob Sinclar Space Funk Edit) – 4:44
39. Give It 2 Me (Eddie Amador Club 5 Edit) – 4:55
40. Celebration (Benny Benassi Remix Edit) – 3:58
41. Give Me All Your Luvin' (feat. LMFAO and Nicki Minaj) (Party Rock Remix) – 3:59
42. Girl Gone Wild (Avicii's UMF Mix) – 5:14
43. Turn Up the Radio (Offer Nissim Remix Edit) – 4:54
44. Living for Love (Offer Nissim Promo Mix) – 4:54
45. Ghosttown (Dirty Pop Intro Mix) – 5:20
46. Bitch I'm Madonna (feat. Nicki Minaj) (Sander Kleinenberg Video Edit) – 3:21
47. Medellín (Offer Nissim Madame X in the Sphinx Mix; con Maluma) – 5:28
48. I Rise (Tracy Young's Pride Intro Radio Remix) – 3:50
49. Crave (feat. Swae Lee) (Tracy Young Dangerous Remix) – 4:46
50. I Don't Search I Find (Honey Dijon Radio Mix) – 5:22

## Successo commerciale
Le prevendite del formato in sei vinili dell'album si sono esaurite in meno di 48 ore.
Negli Stati Uniti Finally Enough Love è entrato alla posizione numero otto della Billboard 200, con 30.000 copie vendute, divise in 28.000 unità su supporto fisico, di cui 23.000 copie fisiche e 5.000 copie digitali, e 2.000 in streaming.
Madonna è diventata così la prima artista femminile con un album nella top ten in ciascuno degli ultimi cinque decenni, dagli anni '80 al 2020. Tra le donne solo Barbra Streisand è riuscita a piazzare album nella top ten in più decenni, con sei (anni '60-2010).
Finally Enough Love è il primo album di remix a raggiungere la top ten della Billboard 200 dal 2014 e l'album di remix elettronico/dance a raggiungere la posizione più alta in classifica dal 2010.
Inoltre, l'album ha raggiunto la vetta della Top Dance/Electronic Albums, della Top Current Album Sales e della Vinyl Albums, con 12.000 copie in vinile, rendendola la settimana con il più alto numero di vendite in vinile per un album di Madonna da quando la Luminate Data ha iniziato a monitorare le vendite dei dischi negli Stati Uniti a partire dal 1991.
Nei primi tre giorni di vendita in Giappone, l'album ha debuttato al numero 22 della Oricon Albums Chart e al numero sei della Oricon International Albums Chart con 2.160 copie vendute.
È anche entrato nella classifica Hot Albums di Billboard Japan al numero 25, sulla base di unità fisiche e digitali combinate.
L'album ha debuttato in cima alla ARIA Albums Chart del 29 agosto 2022, diventando il dodicesimo album numero uno di Madonna in Australia, superando così l'ex aequo con gli U2 ed Eminem per diventare la seconda artista in assoluto con il maggior numero di album in cima alle classifiche in Australia, dietro soltanto ai Beatles e a Jimmy Barnes, ciascuno con 14 numeri uno. Madonna è diventata anche la prima donna in assoluto ad avere un album numero uno in cinque diversi decenni in Australia.
Nel Regno Unito, l'album è entrato alla terza posizione in classifica, con vendite di 14.132 unità, segnando il ventitreesimo ingresso di Madonna nella top ten degli album. Nel giugno del 2023 l'album ha conquistato la sua ventottesima settimana di permanenza in classifica (non consecutiva), rendendolo l'album di remix più a lungo presente nella classifica inglese per un'artista donna, superando il record precedentemente custodito da J to tha L-O!: The Remixes di Jennifer Lopez. 
Il 25 agosto 2023 l'album è stato certificato disco d'oro in Inghilterra per il superamento delle centomila copie vendute e al gennaio del 2024 ha raggiunto le quarantasei settimane di permanenza in classifica in questo paese.
L'album ha debuttato al numero due in diversi paesi europei, tra cui Francia, Germania, Irlanda, Italia, Spagna e Svizzera tedesca, mentre ha debuttato in cima alle classifiche in Belgio, Paesi Bassi, Portogallo, Svizzera francofona e Croazia.
Secondo i dati ufficiali della RIAA l'album ha venduto globalmente, al dicembre 2022, 250 mila copie.

## Classifiche

### Classifiche settimanali
| Classifica (2022)   | Posizione massima |
| ------------------- | ----------------- |
| Australia           | 1                 |
| Austria             | 7                 |
| Belgio (Fiandre)    | 1                 |
| Belgio (Vallonia)   | 1                 |
| Canada              | 7                 |
| Croazia             | 1                 |
| Finlandia           | 18                |
| Francia             | 2                 |
| Germania            | 2                 |
| Grecia              | 39                |
| Irlanda             | 2                 |
| Italia              | 2                 |
| Nuova Zelanda       | 39                |
| Paesi Bassi         | 1                 |
| Polonia             | 9                 |
| Portogallo          | 1                 |
| Regno Unito         | 3                 |
| Repubblica Ceca     | 13                |
| Slovacchia          | 89                |
| Spagna              | 2                 |
| Stati Uniti         | 8                 |
| Svezia              | 37                |
| Svizzera            | 2                 |
| Svizzera (Romandia) | 1                 |
| Ungheria            | 3                 |

### Classifiche di fine anno
| Classifica (2022) | Posizione |
| ----------------- | --------- |
| Belgio (Vallonia) | 199       |